# سلیمان رباتس
سلیمان رباتس (کرواتی: Sulejman Rebac; ۲۹ مارس ۱۹۲۹ – ۱۷ نوامبر ۲۰۰۶) بازیکن و مربی فوتبال اهل کرواسی-بوسنی و هرزگوین بود.
از باشگاه‌هایی که در آن بازی کرده‌است می‌توان به باشگاه فوتبال هایدوک اسپلیت و باشگاه فوتبال سارایوو اشاره کرد.
وی همچنین در تیم ملی فوتبال کرواسی بازی کرده‌است.